# 강찬선
강찬선(康贊宣, 1918년 4월 17일 ~ 1998년 12월 10일)은 대한민국의 언론인이다.
평양방송국에서 방송을 시작했고 서울중앙방송(현 KBS 한국방송공사)에서 KBS 아나운서실장, KBS 이사를 역임했다. 대한민국의 제38대 외교부 장관인 강경화의 아버지이다.

## 생애
1947년 고향인 평양의 "평양방송국"에서 활동을 시작한 그는 방송뿐 아니라 작사, 작곡, 연극, 합창단, 지휘 등 다방면에서 유능한 재원이었다고 한다. 방송생활을 하던 중 방송국 사정이 좋지 않자 국립예술극장으로 옮겼지만 6.25 전쟁으로 전쟁을 맞았고 1.4 후퇴 때 피난으로 부산에 도달했다.
1951년 피난살이 중 부산에서 아나운서 공개 채용시험에 합격하였다. 당시 유명한 아나운서로 임택근, 황우겸, 이수열, 정순향 아나운서가 있다.
1964년 한국에서 세 번째로 미국의 소리 방송(VOA) 아나운서로 공식 파견됐다.
1968년 7월 25일 국영방송국 3기관이 통합되었다. 라디오방송국인 서울중앙방송국, 1961년 6월 23일 독립, 승격되었던 해외 방송 담당의 서울국제방송국, 1961년 12월 31일 개국한 서울텔레비전방송국을 통합해 중앙방송국 체제로 단일화한 것이다. 이후 강찬선은 방송과장이 되었고, 스포츠중계나 대북방송 의논설 등을 맡았다. 
1971년 대통령 선거에서 공을 세운 실세인 김종필을 국무총리로 하는 내각이 들어서고, 총리와의 대화 프로가 생길 때 이 프로그램의 사회를 진행했다.
1973년 3월 3일 중앙방송국은 한국방송공사법을 근거로 한국방송공사(Korean Broadcasting System)로 개편되었다. 공영영 체제로 전환했지만, 자본금 전액이 정부의 출자이고 대통령이 사장을 임명하며 임원은 문공부 장관이 임명하는 체제여서 실제로는 여전히 정부에 예속된 형태였다. 공사가 발족되면서 쟁쟁한 인사들을 뒤로 하고 과장직급으로는 파격적으로 강찬선이 공사 창립이사가 되었고, 연수원에서 사원 연수를 맡았다.
1976년 이사 임기가 끝나고 방송위원으로 사회교육방송 등에 참여하였다.
1998년 12월 10일 오후 4시 서울 관악구 봉천7동 1595 자택에서 별세했다.
원로방송인 이장춘의 방송인물 열전에 강찬선 아나운서와 그의 딸 강경화의 이야기가 나온다.
“강찬선 아나운서는 장기범·강익수 아나운서에 이어 3번째로 1964년 미국의소리방송(VOA) 아나운서로 공식 파견됐는데 딸 강경화(장관)가 아버지를 따라 미국에 갔어요. 그때가 1964년 10월입니다. 강찬선은 한국 아나운서 클럽을 창설, 제1대 회장을 지냈지요.
박정희 대통령이 강찬선 아나운서의 ‘논설’ 방송을 늘 들었다는 얘기가 있지요. 한번은 박통이 직접 지명해 강찬선에게 표창을 한다고 청와대로 초청한 일이 있었는데 프로그램 집필자나 담당자들은 도외시하고 낭독자에게만 관심을 갖는다고 불만 섞인 소리가 들렸어요.”